# Quercus argyrotricha
Quercus argyrotricha är en bokväxtart som beskrevs av Aimée Antoinette Camus. Quercus argyrotricha ingår i släktet ekar, och familjen bokväxter. Inga underarter finns listade.